# Кронсгаген
Кронсгаген (нім. Kronshagen) — громада в Німеччині, розташована в землі Шлезвіг-Гольштейн. Входить до складу району Рендсбург-Екернферде.
Площа — 5,35 км2. Населення становить 11 927 ос. (станом на 31 грудня 2020).